# Neoancistrotus intermedius
Neoancistrotus intermedius is een hooiwagen uit de familie Gonyleptidae.